# Gustav Adolf Hedblom
Gustav Adolf Hedblom (* 6. November 1898 in Sundsvall; † 1972) war ein schwedischer Maler und Bildhauer.

## Leben und Werk

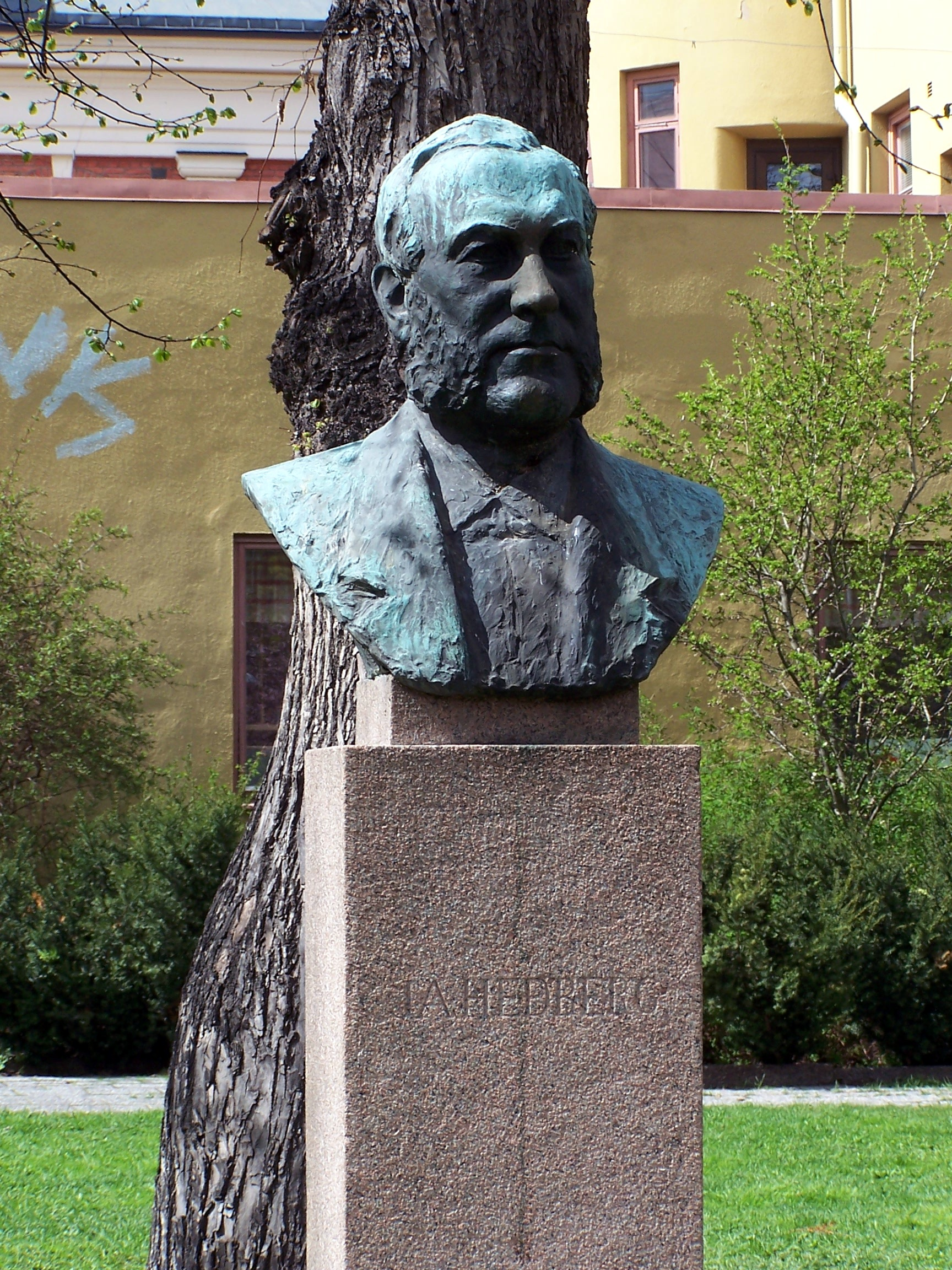
Büste des Johan August Hedberg in Hedbergska parken im schwedischen Sundsvall

Gustav Adolf Hedblom, bekannt als Adh Hedblom, arbeitete in Stuttgart und zeitweise in Berlin. Seine erste Ausstellung hatte er 1920 in seiner Heimatstadt: etwa 40 Ölgemälde, viele Kohle- und Kreidezeichnungen; er verkaufte nahezu alles, was ihm eine Italienreise ermöglichte. 1922–1926 studierte er in der Architekturabteilung an der Technischen  Hochschule Stuttgart bei dem Bildhauer Ulfert Janssen. Er bekam Aufträge in Stuttgart, Paris und London. 1939 wurde er Professor in Danzig, behielt das Stuttgarter Atelier aber bei. Nach dem Krieg arbeitete er in Moscia-Ascona.
Die 1928 geschaffene Bronzebüste von Alexander Schenk Graf von Stauffenberg steht heute – wohl nach wie vor – im Gelben Salon im Stauffenberg-Schloss Albstadt-Lautlingen, der Gelbe Salon gehört heute zur Stauffenberg-Gedenkstätte. Die 1933 geschaffene Bronzebüste des Zeitungsverlegers August Madsack findet sich heute (Stand: Mai 2014) in der rekonstruierten Schalterhalle des Anzeiger-Hochhauses in Hannover. Zu den von ihm mit einer Bronzebüste porträtierten Berühmtheiten gehören zum Beispiel auch Wilhelm Kempff (1929) und Wilhelm Furtwängler (1934).
An den Großen Deutschen Kunstausstellungen in München nahm Hedblom 1937 bis 1941 und 1943 mit insgesamt sechs Werken teil, darunter 1939 mit einer Bronzebüste von Hermann Göring.
1941 explodierte eine Sprengbombe vor der Tür des Stuttgarter Ateliers: zahlreiche Gipsmodelle und Terrakotten verbrannten. 1944 wurde bei einem der großen Luftangriffe auf Stuttgart das Atelier zerstört und damit beinah Hedbloms ganzes bis dahin entstandenes Werk. Nach dem Attentat vom 20. Juli 1944 wurde er wegen seiner Freundschaft zu den Stauffenbergs verhaftet und von der Gestapo verhört, er fiel in Ungnade.
Als Kunst im öffentlichen Raum findet sich etwa die Büste von Johan August Hedberg im schwedischen Hedbergska parken in Sundsvall. Nachgüsse der Plastik Der Morgen stehen am Königsweg 80, 24114 Kiel, und im Saunagarten des Olantis Huntebad im Oldenburger Land.